# یخسار جنوبگان

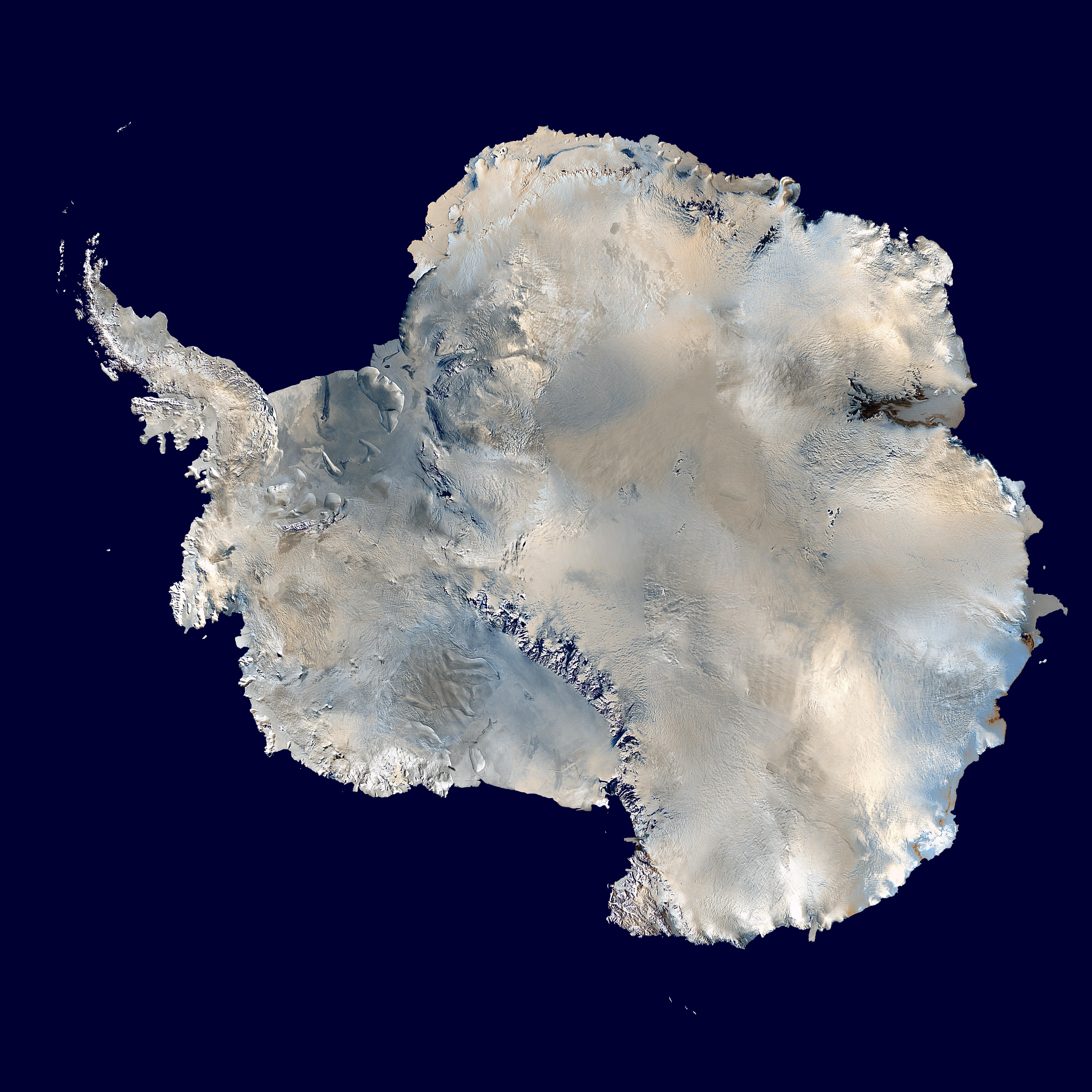
تصویر ماهواره‌ای جنوبگان

یخسار جنوبگان (به انگلیسی: Antarctic ice sheet) یکی از دو کلاهک یخی قطبی کره زمین است که حدود ۹۸٪ از سطح قاره جنوبگان را می‌پوشاند و بزرگ‌ترین توده منفرد یخی بر روی زمین به‌شمار می‌رود. این یخسار سطحی در حدود ۱۴ میلیون کیلومترمربع را پوشانده و دارای ۲۶٫۵ میلیون کیلومتر مکعب یخ است که این مقدار حدود ۶۱٪ از تمام آب شیرین زمین و برابر با ۷۰ متر از سطح آب اقیانوس‌های دنیاست. این یخسار در جنوبگان خاوری بر ریو سطح زمین است ولی در جنوبگان باختری بستر یخچال می‌تواند بیش ار ۲۵۰۰ متر پایین‌تر از سطح دریا نیز ادامه یابد. اگر یخسار جنوبگان وجود نداشت، بیشتر سطح زمین در این نقطه به شکل بستر دریا در می‌آمد.